# Ceftriakson
Ceftriakson (łac. ceftriaxonum) – organiczny związek chemiczny, antybiotyk będący cefalosporyną III generacji o działaniu przeciwbakteryjnym. Oporny na działanie klasycznych β-laktamaz.

## Spektrum działania
- Streptococcus pneumoniae
- Streptococcus grupy A i B
- Staphylococcus – z wyjątkiem MRSA
- Peptococcus
- Peptostreptococcus
- Enterobacteriaceae
  - Escherichia coli
  - Klebsiella
  - Serratia
  - Proteus
- Haemophilus influenzae
- Neisseria gonorrhoeae
- Borrelia
- Pasteurella
- Brucella

Mała aktywność wobec:
- Pseudomonas aeruginosa
- Acinetobacter

## Mechanizm działania
Blokowanie biosyntezy ściany komórkowej bakterii.

## Wskazania
- zakażenia układu moczowego
- zakażenia dolnych dróg oddechowych
- posocznica
- zapalenie opon mózgowo-rdzeniowych
- zakażenia wewnątrz jamy brzusznej
- zakażenia kości i stawów
- zakażenia skóry i tkanek miękkich
- zakażenia w obrębie miednicy mniejszej
- rzeżączka
- profilaktyka okołooperacyjna

## Przeciwwskazania
- nadwrażliwość na cefalosporyny
- nie stosować u wcześniaków
- ostrożnie:
  - przy stwierdzonej nadwrażliwości na penicyliny – możliwość wystąpienia reakcji krzyżowej
  - w chorobach przewodu pokarmowego
  - przy współistniejącej niewydolności wątroby
  - przy współistniejących chorobach dróg żółciowych
  - u noworodków, zwłaszcza z hiperbilirubinemią

## Działania niepożądane
- ból
- stwardnienie w miejscu wstrzyknięcia
- zapalenie żyły
- odczyny alergiczne:
  - osutka
  - świąd
  - gorączka
  - dreszcze
- zaburzenia ze strony przewodu pokarmowego:
  - biegunka
  - nudności, wymioty
  - zaburzenia smaku
  - rzekomobłoniaste zapalenie jelit – rzadko
- „rzekoma kamica” dróg żółciowych
- zwiększenie aktywności enzymów wątrobowych i stężenia bilirubiny w osoczu
- zwiększenie stężenia kreatyniny i mocznika we krwi
- krwinkomocz, białkomocz, cukromocz, wałeczkomocz
- niedokrwistość hemolityczna, neutropenia, limfopenia, małopłytkowość, wydłużenie czasu protrombinowego
- bóle i zawroty głowy
- drożdżyca pochwy
- skurcz oskrzeli
- dodatni odczyn Coombsa

## Preparaty
- Biotrakson
- Ceftriaxone Pliva
- Lendacin
- Oframax
- Rocephin
- Tartriakson